# Відносини Ліван — Європейський Союз
Відносини Лівану та Європейського Союзу мають суттєві зв’язки через Європейську політику сусідства (ЄПС). ЄС є найбільшим торговельним партнером Лівану.

## Угоди
Ліван завершив переговори щодо угоди про асоціацію з Європейським Союзом наприкінці 2001 року, і обидві сторони парафували угоду в січні 2002 року, яка стала відома як Угода про асоціацію між ЄС та Ліваном . План дій ЄС-Ліван від 19 січня 2007 р. дав новий імпульс двостороннім відносинам у рамках ЄПС.
Ліван є одним із головних середземноморських бенефіціарів допомоги громади, а ЄС через свої різні інструменти є провідним донором Лівану. Починаючи з 2007 року фінансова підтримка надається через Інструмент Європейської політики сусідства. Стратегічний документ Лівану на 2007-2013 рр. та Національна індикативна програма на 2007-2010 рр. були прийняті ЄС. Надана допомога була переорієнтована після Другої Ліванської війни, щоб залучити реальну допомогу уряду та суспільству у відбудові та реформуванні країни.
Ліван також є членом Європейського Союзу для Середземномор'я.

## Торгівля
ЄС є найбільшим торговельним партнером Лівану, на його частку припадає третина його імпорту в 3,9 мільярда євро в 2008 році; це в основному машини (22%) та транспортне обладнання (11,7%), хімікати (13%) та енергоносії (21,2%). Ліванський експорт до ЄС становив 0,36 млрд євро; переважно промислова продукція (66%). Значний торговий дефіцит Лівану компенсується іноземними доходами, наприклад, від ліванської діаспори та туризму. 60% ВВП Лівану припадає на сферу послуг.